# 施纳鲁普-通比
施纳鲁普-通比（德語：Schnarup-Thumby）是德国石勒苏益格－荷尔斯泰因州的一个市镇。总面积10.72平方公里，总人口578人，其中男性304人，女性274人（2011年12月31日），人口密度54人/平方公里。